# 6278 Ametkhan
6278 Ametkhan (1971 TF) là một tiểu hành tinh vành đai chính được phát hiện ngày 10 tháng 10 năm 1971 bởi B. A. Burnasheva ở Đài vật lý thiên văn Crimean.